# Ткачук Олена Володимирівна
Олена Володимирівна Ткачук (нар. 2 листопада 1987, Ворошиловград) — українська хокеїстка. Найкращий бомбардир і золотий призер чемпіонату України з хокею серед жінок 2016—2017.

## Життєпис
Займалася шорт-треком (тренер — Людмила Джигалова) і хокеєм, два роки провела в Білорусі в команді із шорт-треку. Грала за хокейну команду «Пантера» (Мінськ). Позиція — нападник. Хват — лівий. У сезоні 2011/12 в складі білорускої команди стартувала одразу в трьох турнірах — Елітній жіночій лізі (EWHL) (де змагаються переважно команди з Центральної Європи), Кубку європейських чемпіонів ІІХФ та Відкритому чемпіонаті Латвії. «Пантера» посіла 3-є місце в Елітній лізі, 2-е місце (серед 4 команд) у групі Кубка чемпіонів та здобула золоті медалі першості Латвії.
Виступала в Кубку Росії з хокею з м'ячем 2014 (7 ігор, 0 м'ячів) за «Смілодон» з Москви та чемпіонаті Росії з хокею з м'ячем 2015 (6 ігор, 0 м'ячів) за команду «Батьківщина» з Кірова.
2016 рік провела в російській хокейній команді «Союз» (Пенза). 6 березня 2016 зіграла за збірну Ліги жіночого хокею в гала-матчі проти жіночої збірної Росії з хокею.
Наприкінці 2016 року повернулася до України, де стала лідером нападу новоствореного дніпровського колективу «Королеви Дніпра». За 12 матчів регулярної першості Олена закинула 45 шайби та виконала 23 результативні передачі, здобувши титул чемпіона та найкращого бомбардира першого жіночого чемпіонату України з хокею. 
Олена Ткачук потрапила до заявки збірної України яка поїхала на кваліфікаційний турнір чемпіонату світу, що проходив у січні 2019 року у Кейптауні (Південно-Африканська Республіка).  Збірна України здобула там перемогу у всіх чотирьох своїх матчах та завоювала путівку до другого дивізіону. В активі Ткачук було три закинутих шайби у ворота суперниць, ще тричі вона результативно асистувала своїм партнеркам по команді.
В листопаді 2020 року підписала однорічний контракт з командою «Буз Адамлар», яка виступала в чемпіонаті Туреччини.